# Hans Arnold Metzger
Hans Arnold Metzger (* 5. Dezember 1913 in Stuttgart; † 2. April 1977 in Esslingen) war ein deutscher Kirchenmusiker, Organist, Komponist und Musikpädagoge.

## Leben und Werk
Hans Arnold Metzger studierte Orgel und Chorleitung bei Hermann Keller an der Musikhochschule Stuttgart und bei Karl Straube, Carl Adolf Martienssen, Kurt Thomas und Johann Nepomuk David an der Musikhochschule Leipzig.
Er wirkte zunächst in Eisleben und Heilbronn als Kantor. Er wurde Kirchenmusikdirektor an St. Dionys in Esslingen sowie Professor und ab 1945 Direktor der Kirchenmusikschule Esslingen. Er wirkte außerdem an der Staatlichen Hochschule Musik in Stuttgart: zunächst als Dozent für die Geschichte der evangelischen Kirchenmusik und für künstlerisches Orgelspiel, später auch als Leiter der Abteilung für evangelische Kirchenmusik. Er war Gründer und Leiter des Oratorienvereins in Esslingen.
Beiträge zur evangelischen Kirchenmusik veröffentlichte er vor allem in den Württembergischen Blättern für Kirchenmusik.